# Terrence O'Hara
Terrence O'Hara (Newark, 25 dicembre 1945 – Los Angeles, 5 dicembre 2022) è stato un regista statunitense.

## Biografia
Dopo aver svolto una breve attività di attore caratterista (1978-1985) sul piccolo schermo, passò dietro la macchina da presa e rimase attivo, dall'inizio degli Anni Novanta, in molte serie televisive distribuite a livello internazionale, tra cui Smallville, CSI: Scena del crimine, NCIS- Unità Anticrimine, NCIS: Los Angeles.
Dal 1986 alla morte è stato sposato con l'attrice Shanna Reed.

## Filmografia
- Renegade - serie TV, 14 episodi (1992-1997)
- Il tocco di un angelo (Touched by an Angel) - serie TV, 4 episodi (1996-1998)
- Star Trek: Voyager - serie TV, episodio 5x20 (1999)
- CSI: Scena del crimine (CSI: Crime Scene Investigation) - serie TV (2000)
- Smallville - serie TV, 11 episodi (2002-2007)
- Shark - Giustizia a tutti i costi (Shark) - serie TV, episodio 1x20 (2007)
- NCIS - Unità anticrimine (NCIS) - serie TV (2003)
- Lie to me - serie TV, 2 episodi (2009)
- NCIS: Los Angeles - serie TV (2009-2022)